# Христианство в Эквадоре

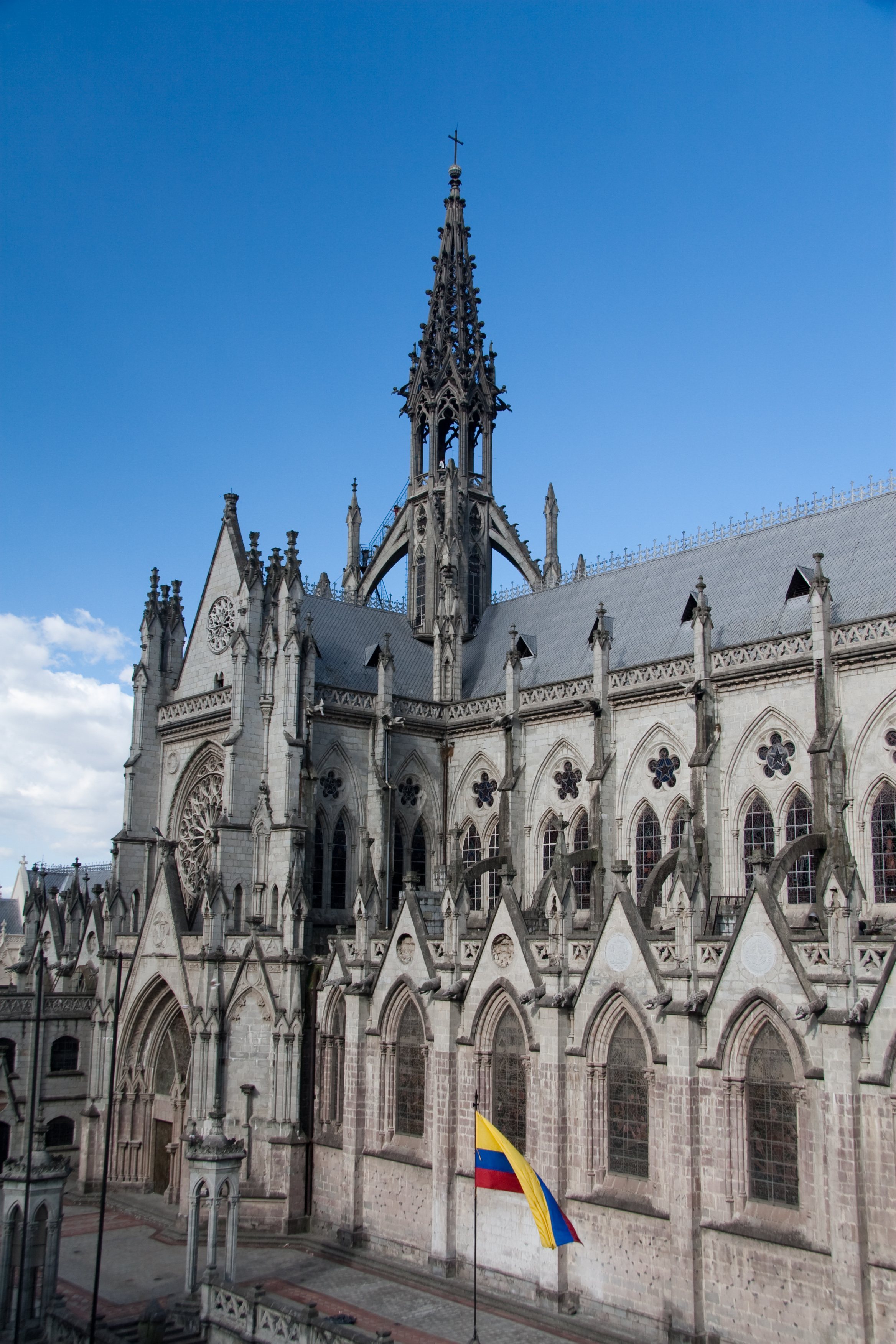
Базилика в Кито — крупнейшая неоготическая церковь в Америке

Христианство в Эквадоре — самая распространённая религия в стране.
По данным исследовательского центра Pew Research Center в 2010 году в Эквадоре проживало 13,61 млн христиан, которые составляли 94,1 % населения этой страны. Энциклопедия «Религии мира» Дж. Г. Мелтона оценивает долю христиан в 2010 году в 97 % (13,36 млн).
Крупнейшим направлением христианства в стране является католицизм. В 2000 году в Эквадоре действовало 5 тыс. христианских церквей и мест богослужения, принадлежащих 126 различным христианским деноминациям.
Помимо эквадорцев, христианство исповедуют живущие в стране американцы, немцы, норвежцы. В христианство также были обращены местные народы — кечуа и коайкер. Христиане и среди хиваро, чачи, ваорани, кофан, однако большинство представителей этих народов по прежнему исповедуют местные традиционные верования.
Часть протестантских церквей Эквадора являются членами Латиноамериканского совета церквей. Консервативные евангельские христиане сотрудничают вместе в Евангельском братстве Эквадора, связанном со Всемирным евангельским альянсом.